# Brycinus tessmanni
Brycinus tessmanni är en fiskart som först beskrevs av Pappenheim, 1911.  Brycinus tessmanni ingår i släktet Brycinus och familjen Alestidae. Inga underarter finns listade.